# L'Éclipse du soleil en pleine lune
L'éclipse du soleil en pleine lune é um filme mudo francês de 1907 do diretor Georges Méliès.

## Sinopse
Um professor de astronomia dá uma lição sobre um eclipse solar iminente. A turma corre para a torre de observação para testemunhar o evento, que é composto de um Sol e uma Lua antropomórficos se juntando. A Lua e o Sol lambem seus lábios em antecipação com a chegada do eclipse, culminando em um encontro romântico entre os dois. Vários outros corpos celestes, como planetas e estrelas, estão pendurados no céu noturno; uma chuva de meteoros é representada por figuras fantasmagóricas de moças. O professor de astronomia, chocado por tudo o que está vendo, cai da torre de observação. Por sorte, ele aterrissa em um barril com água e é revivido por seus alunos.

## Temas

O encontro entre o Sol e a Lua

O simbolismo sexual d'O Eclipse é bastante comentado. Alguns estudiosos, interpretando que tanto o Sol quanto a Lua são figuras masculinas, descrevem o filme como uma representação primordial da homossexualidade no cinema, com um Lua afeminado sendo seduzido por um Sol masculino. Em contrate, o catálogo de filmes de Méliès descreve o encontro como sendo entre o 'homem no Sol' e a 'frágil Diana'

## Produção
Méliès aparece no filme como o professor, com o ator Manuel como o supervisor da turma, e Mademoiselle Bodson como um cometa. Algumas cenas em  O Eclipse foram originalmente feitas sob encomenda para um teatro de revista para um salão musical de Paris, La Cigale.
Os efeitos especiais d'O Eclipse foram criados com maquinário para teatro, pirotecnia, stop tricks, efeitos de dissolução, um cenário móvel, e um manequim para a queda do professor. 